# Bandar Torkaman
Bandar-e Torkaman (en persan : بندر تركمن) est un port d'Iran situé dans la province du Golestan, sur les côtes de la mer Caspienne.
L'ancien nom de la ville était Bandar-e Shāh.

## Toponymie
En persan le nom " بندر تركمن " signifie littéralement "port turkmène".

## Littérature
Bandar-e Torkaman est un des lieux où l'écrivain José Rodrigues dos Santos place l'action de son roman La Formule de Dieu.